# Hussain Seraj
Hussain Seraj (Al Kuwait, 28 giugno 1982) è un calciatore kuwaitiano, attaccante del Fahaheel.

## Carriera

### Club
Ha sempre giocato nel campionato kuwaitiano.

### Nazionale
È stato convocato per la Coppa d'Asia nel 2004.